# Fehérhasú tobzoska
A fehérhasú tobzoska (Phataginus tricuspis, korábban Manis tricuspis) az emlősök (Mammalia) osztályának tobzoskák (Pholidota) rendjébe, ezen belül a tobzoskafélék (Manidae) családjába tartozó faj.

## Előfordulása
Közép-Afrika dzsungeleinek lakója, Szenegáltól, Kenyától és Észak- és Kelet-Angoláig megtalálható. Az IUCN vörös listáján a "mérsékelten veszélyeztetett" kategóriában szerepel, állománya csökken, de regionálisan változó, a húsáért és a pikkelyeiért vadásszák a bennszülött törzsek.

## Alfajai
- Phataginus tricuspis mabirae G. M. Allen & Loveridge, 1942
- Phataginus tricuspis tricuspis Rafinesque, 1821

## Megjelenése

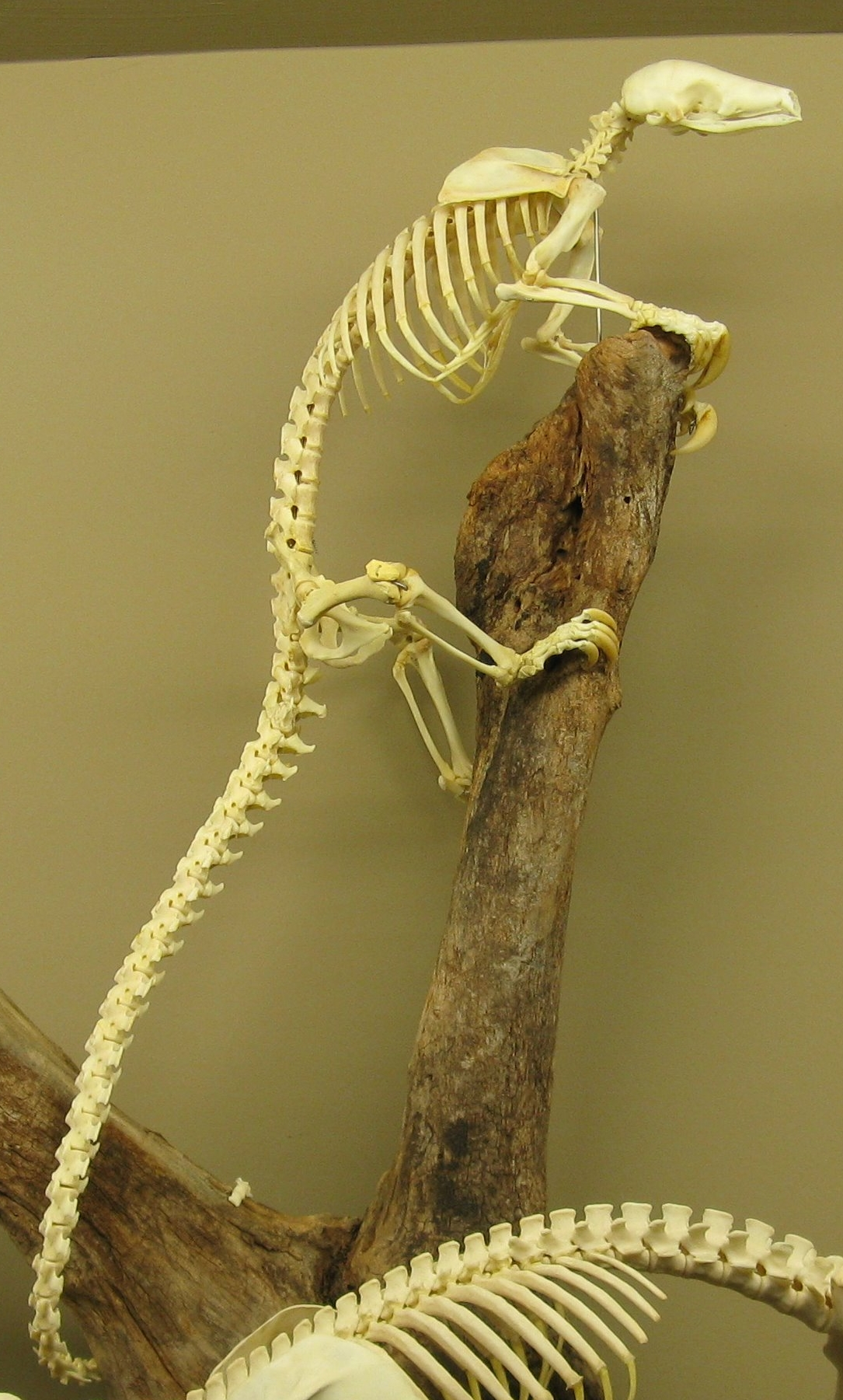
A csontváza

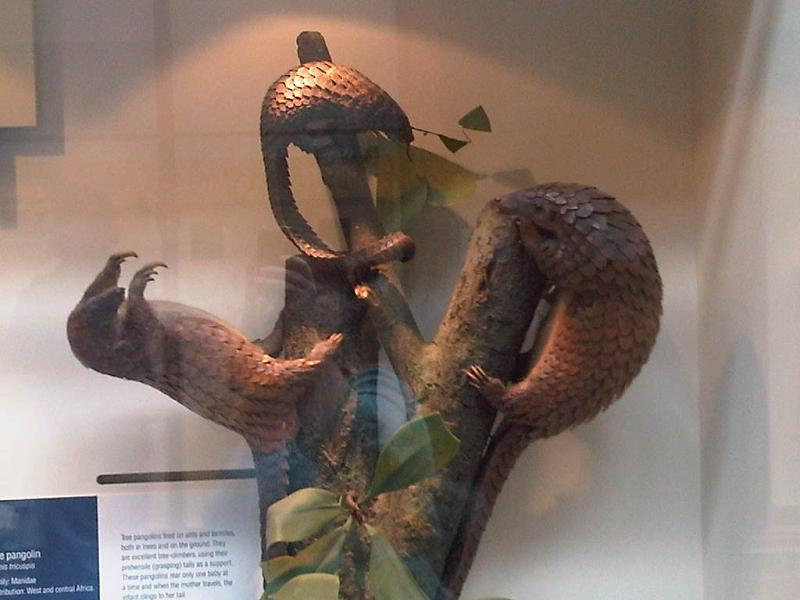
Kitömött fehérhasú tobzoskák

Mint az összes tobzoskafajnak a fehérhasú tobzoskának is pikkelyei vannak. Nagy karmaival ássa ki a termeszvárakat és a hangyabolyokat. A farka az óriás tobzoskáénál vékonyabb. A faj a nevét fehér színű hasáról kapta. Tömege 4,5–14 kg, hossza 31–45 cm.

## Életmódja
Éjszaka - amikor éber -, akkor keresi hangyákból és termeszekből álló táplálékát, amiket hosszú, ragadós nyelvével szívja fel. A fogságban 13 évig él, a vadon élő állatok élettartama ismeretlen.

## Szaporodása
Nincs meghatározott párzási időszaka. A nőstény 150 napig tartó vemhessége végén 1 - ritkán 2 - kölyök jön világra, tömegük 200-500 g. A kölyök az anyaállat hátán "lovagol".